# Чешлянці
Чешля́нці (болг. Чешлянци) — село в Кюстендильській області Болгарії. Входить до складу общини Трекляно. Село розташоване в гірському районі Країште, за 15 км на північний захід від села Трекляно.

## Населення
За даними перепису населення 2011 року у селі проживали 12 осіб, усі — болгари.
Розподіл населення за віком у 2011 році:
Динаміка населення: